# Двигун W16

## W16 двигун

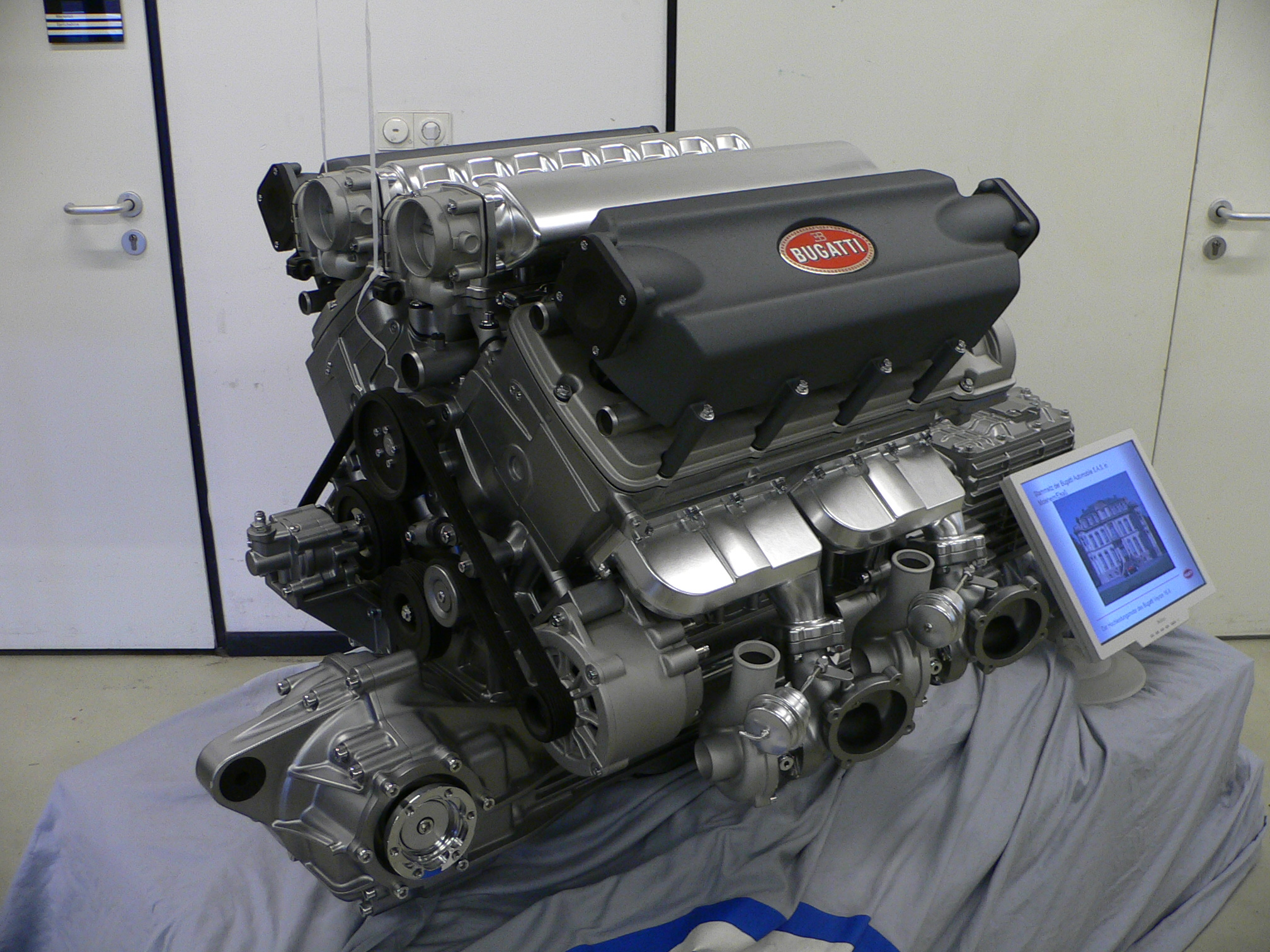
2005-2024 двигун Bugatti Veyron

W16 — це двигун внутрішнього згоряння з шістнадцятьма циліндрами, розташованими у чотирьох рядах по чотири циліндри. Цей тип двигуна можна розглядати як поєднання двох двигунів V8, звідки й походить назва "W". W16 — один з найпотужніших та найскладніших автомобільних двигунів, що використовується в обмеженій кількості надпотужних спортивних та  автомобілів класу "Люкс".

### Історія та розробка
Концепція двигуна W16 була вперше реалізована компанією Volkswagen наприкінці 1990-х років. Головним інженером проекту був Фердинанд Пієх, онук Фердинанда Порше та тодішній голова ради директорів Volkswagen Group. Пієх прагнув створити надпотужний двигун для майбутніх флагманських моделей концерну.
Розробка W16 почалася в 1997 році в рамках проекту Volkswagen AG з створення надпотужного двигуна[1]. Інженери зіткнулися з численними викликами, включаючи проблеми з охолодженням, вібрацією та розподілом маси.
Перший прототип W16 був представлений у 1999 році в концепт-карі Bentley Hunaudières на Женевському автосалоні. Цей двигун мав об'єм 8 літрів і розвивав потужність 623 к.с.[2]
Однак найбільшу популярність цей двигун отримав завдяки його використанню в гіперкарі Bugatti Veyron, який був представлений у 2005 році. Для Veyron двигун був суттєво модифікований і оснащений чотирма Турбокомпресорами, що дозволило досягти потужності 1001 к.с.

### Конструкція
Двигун W16 складається з чотирьох рядів по чотири циліндри, розташованих під кутом приблизно 15 градусів один до одного. Така конфігурація дозволяє створити компактний двигун з великим об'ємом та потужністю.
Основні характеристики двигуна W16, що використовується в автомобілях Bugatti:
- Об'єм: 8.0 літрів
- Діаметр циліндра: 86 мм
- Хід поршня: 86 мм
- Кількість клапанів: 64 (4 на циліндр)
- Система наддуву: чотири турбокомпресори
- Максимальна потужність: від 1001 до 1600 к.с. (залежно від моделі та налаштувань)
- Максимальний крутний момент: від 1250 до 1600 Нм
- Матеріал блоку циліндрів: алюміній
- Система змащення: суха картерна

Особливості конструкції: 1. Система охолодження: Для ефективного охолодження двигуна використовується складна система з трьома водяними насосами та 40 літрами  рідини охолодження[3]. 2. Турбонаддув: Чотири турбокомпресори розташовані симетрично з обох боків двигуна, що забезпечує рівномірний розподіл маси та оптимальну подачу повітря. 3. Система запалювання: Використовується індивідуальна котушка запалювання для кожного циліндра, що забезпечує точний контроль над процесом горіння. 4. Колінчастий вал: Виготовлений з високоміцної сталі для витримування екстремальних навантажень.

### Застосування
Двигун W16 використовується переважно в надпотужних спортивних автомобілях та гіперкарах. Найвідоміші моделі, оснащені цим двигуном:
- Bugatti Veyron (2005-2015):

```
 - Потужність: 1001 к.с.
 - Максимальна швидкість: 407 км/год (версія Super Sport: 431 км/год)
```

- Bugatti Chiron (2016-теперішній час):

```
 - Потужність: 1500 к.с.
 - Максимальна швидкість: 420 км/год (обмежена електронікою)
```

- Bugatti Divo (2018-2021):

```
 - Потужність: 1500 к.с.
 - Максимальна швидкість: 380 км/год (обмежена)
```

- Bugatti Centodieci (2019-теперішній час):

```
 - Потужність: 1600 к.с.
 - Максимальна швидкість: 380 км/год (обмежена)
```

### Переваги та недоліки
Переваги:
- Надзвичайно висока потужність та крутний момент
- Компактні розміри порівняно з іншими двигунами аналогічного об'єму
- Унікальний звук роботи
- Престижність та ексклюзивність
- Технологічна досконалість та інноваційність

Недоліки:
- Висока складність конструкції та виробництва
- Значна вага (близько 400 кг)
- Високі витрати палива (в середньому 40 л/100 км для Bugatti Veyron)[4]
- Висока вартість виробництва та обслуговування
- Екологічні обмеження через високий рівень викидів CO2

### Порівняння з іншими потужними двигунами
W16 часто порівнюють з іншими надпотужними двигунами, такими як:
1. V12: Традиційно використовується в спортивних та  автомобілях класу "Люкс". Порівняно з W16, V12 має простішу конструкцію та нижчу вагу, але зазвичай меншу потужність.
2. V8 з турбонаддувом: Широко використовується в сучасних спортивних автомобілях. Легший та компактніший за W16, але з меншим потенціалом максимальної потужності.
3. Електричний двигун: Сучасні електромобілі можуть досягати потужності, порівнянної з W16, з миттєвим крутним моментом та нульовими викидами, але мають обмеження по запасу ходу та часу зарядки.

### Виробничий процес
Виробництво двигуна W16 — це складний та трудомісткий процес, який вимагає високої точності та спеціалізованого обладнання. Кожен двигун збирається вручну на заводі Bugatti в Мольсаймі, Франція. Процес складання одного двигуна займає близько одного тижня[5].
Основні етапи виробництва включають: 1. Лиття алюмінієвого Блоку циліндрів 2. Механічна обробка компонентів з високою точністю 3. Складання основних вузлів (колінчастий вал, шатуни, поршні) 4. Встановлення системи газорозподілу 5. Монтаж турбокомпресорів та допоміжних систем 6. Фінальне складання та тестування

### Майбутнє W16
З огляду на посилення екологічних норм та тенденцію до електрифікації автомобілів, майбутнє двигунів W16 залишається невизначеним. Bugatti вже оголосила про плани щодо гібридизації своїх майбутніх моделей, що може призвести до модифікації або заміни поточної конструкції W16.
Можливі напрямки розвитку: 1. Гібридизація: Поєднання W16 з електричними двигунами для підвищення ефективності та відповідності екологічним нормам. 2. Зменшення об'єму: Розробка меншого за об'ємом двигуна W конфігурації (наприклад, W12) з використанням передових технологій для збереження високої потужності. 3. Повний перехід на електричні силові установки: У довгостроковій перспективі можливий повний відхід від двигунів внутрішнього згоряння в сегменті суперкарів.

### Вплив на автомобільну індустрію
Двигун W16 мав значний вплив на автомобільну індустрію:
1. Технологічні інновації: Розробка W16 стимулювала створення нових технологій в області матеріалознавства, турбонаддуву та систем охолодження.
2. Встановлення нових стандартів потужності: W16 підняв планку максимальної потужності для серійних автомобілів.
3. Маркетинговий інструмент: Наявність W16 стала потужним маркетинговим інструментом для Bugatti та Volkswagen Group.
4. Вплив на дизайн: Компактність W16 дозволила створювати автомобілі з унікальними пропорціями та аеродинамікою.
5. Стимул для конкурентів: Успіх W16 спонукав інших виробників до розробки власних надпотужних двигунів та гіперкарів.